# Nghĩa Phú, Nghĩa Đàn
Nghĩa Phú là một xã thuộc huyện Nghĩa Đàn, tỉnh Nghệ An, Việt Nam.
Xã Nghĩa Phú có diện tích 14,63 km², dân số năm 1999 là 2682 người, mật độ dân số đạt 183 người/km².
Xã Nghĩa Phú là một xã miền núi thuộc huện Nghĩa Đàn, được tách ra từ nông trường 22/12 để thành lập xã theo Nghị định 83/CP ngày 25/11/1995 của Thủ tướng Chính phủ. Chính thức đi vào hoạt động tháng 6 năm 1996. Được bố trí thành 6 địa bàn dân cư gồm:Phú Nguyên, Phú lộc, Phú Hòa, Phú thắng, Phú Lợi, Phú Tiến. Diện tích đất tự nhiên là 1.424ha với 3012 người/714 hộ.